# Bohuš Beneš
Bohuš Beneš (11. března 1901 Vršovice (nyní Praha) – 10. března 1977 Oakland, Spojené státy americké) byl československý diplomat, novinář, spisovatel a posléze vysokoškolský pedagog v USA.

## Životopis
Pocházel z rodiny Václava Beneše (1865–1919), učitele na měšťanské škole ve Vršovicích a matky Anny, rozené Procházkové (1870–??). Jeho otec byl jedním z bratrů příštího československého ministra zahraničních věcí a prezidenta Edvarda Beneše.
Bohuš Beneš studoval v letech 1917 až 1919 na gymnáziu, poté na obchodní škole. V roce 1919 vystoupil z římskokatolické církve a zůstal bez vyznání. Již od června 1919 pracoval v revizním odboru Ministerstva financí, odkud v červnu 1920 přešel na Ministerstvo zahraničních věcí (MZV). V letech 1920 a 1921 byl přidělen ke generálnímu konzulátu v New Yorku, poté v kanadském Montrealu. Po vojenské službě působil od roku 1925 do roku 1931 na vyslanectví v Bruselu, kde současně studoval moderní historii a politické vědy na tamní univerzitě. Jeho syn Václav Edvard Beneš se narodil v roce 1930. Od dubna 1931 pracoval jako dopisovatel u pobočky České tiskové kanceláře (ČTK) v Ženevě, kde tehdy bylo hlavní sídlo Společnosti národů. Odtud mj. zasílal články do Prager Presse a Lidových novin. Tamtéž se narodila dcera Emilie Anna Benes (1932–2022), později provdaná Brezinski. Od února 1937 byl přidělen jako tiskový atašé na československé vyslanectví v Londýně.
V lednu 1939 byl poslán na dovolenou s čekatelným, vystoupil však ze služby a stal se soukromým tajemníkem svého strýce, tehdy exprezidenta Edvarda Beneše, jemuž pomáhal organizovat počátky odboje v USA, které později popsal v knize Amerika jde s námi. Po vytvoření exilového státního zřízení se stal šéfredaktorem vládního listu Čechoslovák, po konfliktu s protibenešovskou opozicí zastával od září 1942 funkci československého konzula v San Francisku. V tomto úřadu zůstal i po osvobození, ba i po komunistickém převratu a rezignoval až po smrti svého strýce počátkem září 1948. Do vlasti se nevrátil, v následujících letech vyučoval politické vědy na několika amerických univerzitách, naposledy v letech 1960 až 1966 ve státě Maryland.

## Publikace (výběr)
- Amerika jde s námi. Reportáž z přednáškového turné Edvarda Beneše po amerických univerzitách v roce 1939. Čechoslovák, 1941.
- Křídla ve vyhnanství. Život a dílo československých letců ve Francii a ve Velké Británii. Čechoslovák, 1941
- redakce: Bitva o Československo v britském veřejném mínění. K třetímu výročí mnichovské dohody. Čechoslovák, Londýn 1941.
- Na domácí frontě a jiné povídky. New Yorské listy, New York 1945.
- Bůh do domu. (román). Edice Žatva, Fr. Borový, Praha 1947.
- Amerika šla s námi. Historie vztahů USA a východní Evropy, hlavně ČSR před a za 2. světové války. Konfrontace, Curych 1977
- BENEŠ, Bohuš (Nekola, Martin, Carbol, Pavel - eds.): Synovcem prezidenta. Praha: Academia 2020, ISBN 978-80-200-3095-5 .